# 다카라즈카 가극단 102기생
다카라즈카 가극단 102기생은 2014년 4월에 다카라즈카 음악학교에 입학, 2016년 3월에 다카라즈카 가극단에 입단한 39명을 가리킨다.

## 개요
2014년 음악학교 수험생의 수는 1065명, 합격자 40명, 경쟁률 26.7 : 1, 과거 5년간 최고로 높은 경쟁률이었다.
초무대의 연목은 호시구미 공연 「박쥐 -박쥐 박사의 유쾌한 복수극-／THE ENTERTAINER!」이다.
라인댄스의 안무가는 스즈카케 미유키가 담당했다.
4월 26일자로 조배속이 이루어졌다.
| 신인공연        | 바우홀      | 동상공연      | 전국투어        | 우메다예술극장 | 에트와르        |
| --------------- | ----------- | ------------- | --------------- | -------------- | --------------- |
| 유키 다이야     | 아야미 세라 | 준 하나       | 마이소라 히토미 | 준 하나        | 아마나 루리아   |
| 아야미 세라     | 아마토 카논 | 하루노 사쿠라 |                 |                | 아리스 히메카   |
| 사키시로 케이   | 준 하나     |               |                 |                | 마이소라 히토미 |
| 아마토 카논     |             |               |                 |                | 미야코 유우나   |
| 카제이로 휴가   |             |               |                 |                | 하나미야 사라   |
| 마이소라 히토미 |             |               |                 |                | 하루노 사쿠라   |
| 미즈노 유리     |             |               |                 |                |                 |
| 준 하나         |             |               |                 |                |                 |
| 하나미야 사라   |             |               |                 |                |                 |
| 하루노 사쿠라   |             |               |                 |                |                 |

## 주요 학생

### OG
- 마이소라 히토미 : 전 호시구미 톱여역
- 준 하나 : 전 소라구미 톱여역
- 하나미야 사라 : 전 소라구미 여역

### 현역
- 하루노 사쿠라 : 소라구미 톱여역
- 유키 다이야 : 하나구미 남역
- 아야미 세라 : 츠키구미 남역
- 사키시로 케이 : 유키구미 남역
- 아마토 카논 : 호시구미 남역
- 카제이로 휴가 : 소라구미 남역
- 미즈노 유리 : 호시구미 여역

## 일람 (20/39)
| 읽는 법         | 생일      | 출신지                  | 출신 학교                   | 신장(cm) | 애칭                | 역할 | 퇴단 년도 | 비고                                    |
| --------------- | --------- | ----------------------- | --------------------------- | -------- | ------------------- | ---- | --------- | --------------------------------------- |
| 舞空瞳          | 8월 27일  | 카나가와현 요코하마시   | 키타카마쿠라죠시가쿠엔중학  | 164      | 힛통                | 여역 | 2024년    | 입단 당시 예명 마이소라 미미 (舞空美瞳) |
| 마이소라 히토미 | 8월 27일  | 카나가와현 요코하마시   | 키타카마쿠라죠시가쿠엔중학  | 164      | 힛통                | 여역 | 2024년    | 입단 당시 예명 마이소라 미미 (舞空美瞳) |
| 天飛華音        | 2월 9일   | 카고시마현 카고시마시   | 시립요시노중학              | 171      | NON, 풋쿠           | 남역 |           |                                         |
| 아마토 카논     | 2월 9일   | 카고시마현 카고시마시   | 시립요시노중학              | 171      | NON, 풋쿠           | 남역 |           |                                         |
| 咲城けい        | 4월 21일  | 효고현 니시노미야시     | 코바야시성심여자학원중학    | 169      | 산쨩                | 남역 |           |                                         |
| 사키시로 케이   | 4월 21일  | 효고현 니시노미야시     | 코바야시성심여자학원중학    | 169      | 산쨩                | 남역 |           |                                         |
| 花宮沙羅        | 2월 6일   | 사이타마현 카와고에시   | 일본음악고교                | 161      | 사라                | 여역 | 2023년    |                                         |
| 하나미야 사라   | 2월 6일   | 사이타마현 카와고에시   | 일본음악고교                | 161      | 사라                | 여역 | 2023년    |                                         |
| 湖風珀          | 8월 18일  | 후쿠오카현 키타큐슈시   | 세이난죠가쿠인              | 172      | 이토유              | 남역 | 2023년    |                                         |
| 코카제 하쿠     | 8월 18일  | 후쿠오카현 키타큐슈시   | 세이난죠가쿠인              | 172      | 이토유              | 남역 | 2023년    |                                         |
| 風色日向        | 6월 23일  | 도쿄도 네리마구         | 구립카이신제4중학           | 175      | 휴-가, 히나코       | 남역 |           |                                         |
| 카제이로 휴가   | 6월 23일  | 도쿄도 네리마구         | 구립카이신제4중학           | 175      | 휴-가, 히나코       | 남역 |           |                                         |
| 彩海せら        | 12월 2일  | 카고시마현 카고시마시   | 카고시마여자고교            | 169      | 아미                | 남역 |           |                                         |
| 아야미 세라     | 12월 2일  | 카고시마현 카고시마시   | 카고시마여자고교            | 169      | 아미                | 남역 |           |                                         |
| 紅咲梨乃        | 5월 15일  | 효고현 아마가사키시     | 코난여자중학                | 162      | 톳쿠, 리노, 토쿠티- | 여역 | 2024년    |                                         |
| 쿠레사키 리노   | 5월 15일  | 효고현 아마가사키시     | 코난여자중학                | 162      | 톳쿠, 리노, 토쿠티- | 여역 | 2024년    |                                         |
| 菜々野あり      | 5월 9일   | 코치현 코치시           | 토사여자고교                | 160      | 나나아리, 아리코    | 여역 |           |                                         |
| 나나노 아리     | 5월 9일   | 코치현 코치시           | 토사여자고교                | 160      | 나나아리, 아리코    | 여역 |           |                                         |
| 天愛るりあ      | 9월 19일  | 오카야마현 오카야마시   | 오카야마 죠토고교           | 164      | 루-                 | 여역 |           | 동생 아마사키 레아 (103)                |
| 아마나 루리아   | 9월 19일  | 오카야마현 오카야마시   | 오카야마 죠토고교           | 164      | 루-                 | 여역 |           | 동생 아마사키 레아 (103)                |
| 一星慧          | 10월 4일  | 카나가와현 카와사키시   | 토키와마츠가쿠엔고교        | 178      | 잇세이              | 남역 | 2024년    |                                         |
| 잇세이 케이     | 10월 4일  | 카나가와현 카와사키시   | 토키와마츠가쿠엔고교        | 178      | 잇세이              | 남역 | 2024년    |                                         |
| 三空凜花        | 10월 24일 | 나가사키현 오오무라시   | 나가사키일본대학고교        | 165      | 미쿠링              | 여역 |           |                                         |
| 미쿠 린카       | 10월 24일 | 나가사키현 오오무라시   | 나가사키일본대학고교        | 165      | 미쿠링              | 여역 |           |                                         |
| 蘭世惠翔        | 4월 27일  | 도쿄도 시부야구         | 일본여자대학부속고교        | 170      | 유우키              | 남역 | 2023년    | 후에 여역 전환                          |
| 란제 케이토     | 4월 27일  | 도쿄도 시부야구         | 일본여자대학부속고교        | 170      | 유우키              | 남역 | 2023년    | 후에 여역 전환                          |
| 柊木絢斗        | 2월 18일  | 오사카부 이케다시       | 코바야시성심여자학원중학    | 169      | 미욧시-, 미욧피     | 남역 |           |                                         |
| 히이라기 아야토 | 2월 18일  | 오사카부 이케다시       | 코바야시성심여자학원중학    | 169      | 미욧시-, 미욧피     | 남역 |           |                                         |
| 真友月れあ      | 7월 27일  | 사이타마현 쿠마가야시   | 시립후지미중학              | 170      | 메이, 레아          | 남역 | 2023년    |                                         |
| 마유즈키 레아   | 7월 27일  | 사이타마현 쿠마가야시   | 시립후지미중학              | 170      | 메이, 레아          | 남역 | 2023년    |                                         |
| 一禾あお        | 4월 22일  | 교토부 교토시           | 노트르담죠가쿠인중학        | 171      | 마미, 아오          | 남역 | 2024년    | 쌍둥이 언니 아리아 키이 (103)           |
| 이치카 아오     | 4월 22일  | 교토부 교토시           | 노트르담죠가쿠인중학        | 171      | 마미, 아오          | 남역 | 2024년    | 쌍둥이 언니 아리아 키이 (103)           |
| 都優奈          | 5월 8일   | 후쿠오카현 후쿠오카시   | 후쿠오카죠가쿠인고교        | 163      | 유우나              | 여역 | 2025년    |                                         |
| 미야코 유우나   | 5월 8일   | 후쿠오카현 후쿠오카시   | 후쿠오카죠가쿠인고교        | 163      | 유우나              | 여역 | 2025년    |                                         |
| 侑輝大弥        | 7월 2일   | 사이타마현 토코로자와시 | 현립예술종합고교            | 173      | 다이야              | 남역 |           |                                         |
| 유키 다이야     | 7월 2일   | 사이타마현 토코로자와시 | 현립예술종합고교            | 173      | 다이야              | 남역 |           |                                         |
| 有栖妃華        | 7월 4일   | 도쿄도 세타가야구       | 일본여자대학부속고교        | 162      | 아리스              | 여역 | 2024년    |                                         |
| 아리스 히메카   | 7월 4일   | 도쿄도 세타가야구       | 일본여자대학부속고교        | 162      | 아리스              | 여역 | 2024년    |                                         |
| 奏碧タケル      | 12월 16일 | 야마구치현 야나이시     | 현립이와쿠니고교            | 172      | 삿코                | 남역 |           |                                         |
| 소아 타케루     | 12월 16일 | 야마구치현 야나이시     | 현립이와쿠니고교            | 172      | 삿코                | 남역 |           |                                         |
| 太凰旬          | 11월 26일 | 후쿠오카현 후쿠오카시   | 후쿠오카대학부속 오호리고교 | 171      | 후우코, 타오슌      | 남역 |           |                                         |
| 타오 슌         | 11월 26일 | 후쿠오카현 후쿠오카시   | 후쿠오카대학부속 오호리고교 | 171      | 후우코, 타오슌      | 남역 |           |                                         |
| 南音あきら      | 10월 3일  | 미야자키현 미야자키시   | 히나타가쿠인고교            | 174      | 캇토-, 카츠아키     | 남역 |           |                                         |
| 나오토 아키라   | 10월 3일  | 미야자키현 미야자키시   | 히나타가쿠인고교            | 174      | 캇토-, 카츠아키     | 남역 |           |                                         |
| 大楠てら        | 11월 7일  | 도쿄도 오오타구         | 일본여자대학부속고교        | 180      | 마루쨩              | 남역 |           | 현역 단원 최장신                        |
| 오오쿠스 테라   | 11월 7일  | 도쿄도 오오타구         | 일본여자대학부속고교        | 180      | 마루쨩              | 남역 |           | 현역 단원 최장신                        |
| 鈴美梛なつ紀    | 9월 12일  | 히로시마현 히로시마시   | 노트르담세이신고교          | 163      | 스즈, 나츠키        | 여역 |           | 동생 아야히메 미미 (108)                |
| 스즈미나 나츠키 | 9월 12일  | 히로시마현 히로시마시   | 노트르담세이신고교          | 163      | 스즈, 나츠키        | 여역 |           | 동생 아야히메 미미 (108)                |
| 凰海るの        | 5월 20일  | 도쿄도 오오타구         | 요코하마후타바고교          | 168      | 마유모, SAYA        | 남역 |           | 언니 마레이 사야나 (98)                 |
| 오우미 루노     | 5월 20일  | 도쿄도 오오타구         | 요코하마후타바고교          | 168      | 마유모, SAYA        | 남역 |           | 언니 마레이 사야나 (98)                 |
| 春乃さくら      | 3월 11일  | 교토부 교토시           | 부립토바고교                | 165      | 사-                 | 여역 |           |                                         |
| 하루노 사쿠라   | 3월 11일  | 교토부 교토시           | 부립토바고교                | 165      | 사-                 | 여역 |           |                                         |
| 涼花美雨        | 6월 23일  | 효고현 니시노미야시     | 무코가와여자대학 부속고교   | 163      | 스즈네, 스즈        | 여역 | 2023년    |                                         |
| 스즈하나 미우   | 6월 23일  | 효고현 니시노미야시     | 무코가와여자대학 부속고교   | 163      | 스즈네, 스즈        | 여역 | 2023년    |                                         |
| 琥白れいら      | 10월 7일  | 후쿠시마현 코오리야마시 | 일본대학토호쿠고교          | 170      | 붓치-               | 남역 | 2022년    |                                         |
| 코하쿠 레이라   | 10월 7일  | 후쿠시마현 코오리야마시 | 일본대학토호쿠고교          | 170      | 붓치-               | 남역 | 2022년    |                                         |
| 水乃ゆり        | 10월 7일  | 도쿄도 카츠시카구       | 사립아이코쿠고교            | 164      | 미즈노쨩            | 여역 | 2024년    |                                         |
| 미즈노 유리     | 10월 7일  | 도쿄도 카츠시카구       | 사립아이코쿠고교            | 164      | 미즈노쨩            | 여역 | 2024년    |                                         |
| 陽雪アリス      | 1월 13일  | 효고현 다라라즈카시     | 코바야시성심여자고교        | 161      | 아리스, MINAMI      | 여역 | 2019년    |                                         |
| 히유키 아리스   | 1월 13일  | 효고현 다라라즈카시     | 코바야시성심여자고교        | 161      | 아리스, MINAMI      | 여역 | 2019년    |                                         |
| 夢風咲也花      | 2월 26일  | 오사카부 이케다시       | 바이카고교                  | 165      | 오사야              | 여역 |           |                                         |
| 유메카제 사야카 | 2월 26일  | 오사카부 이케다시       | 바이카고교                  | 165      | 오사야              | 여역 |           |                                         |
| 潤花            | 9월 19일  | 홋카이도 아사히카와시   | 아사히카와후지여자고교      | 164      | 카노                | 여역 | 2023년    |                                         |
| 준 하나         | 9월 19일  | 홋카이도 아사히카와시   | 아사히카와후지여자고교      | 164      | 카노                | 여역 | 2023년    |                                         |
| 稀羽りんと      | 11월 9일  | 와카야마현 이와데시     | 칸사이대학제1고교           | 169      | 린토                | 남역 |           |                                         |
| 마레하 린토     | 11월 9일  | 와카야마현 이와데시     | 칸사이대학제1고교           | 169      | 린토                | 남역 |           |                                         |
| 理央ひかる      | 8월 19일  | 카나가와현 요코하마시   | 성도미니코가쿠인중학        | 169      | 호미, 호미쨩        | 남역 | 2019년    |                                         |
| 리오 히카루     | 8월 19일  | 카나가와현 요코하마시   | 성도미니코가쿠인중학        | 169      | 호미, 호미쨩        | 남역 | 2019년    |                                         |
| 澄華あまね      | 2월 26일  | 도쿄도 스기나미구       | 쇼와여자대학부속 쇼와중학   | 162      | 아마네              | 여역 | 2021년    |                                         |
| 스미카 아마네   | 2월 26일  | 도쿄도 스기나미구       | 쇼와여자대학부속 쇼와중학   | 162      | 아마네              | 여역 | 2021년    |                                         |
| 桜月のあ        | 9월 14일  | 효고현 아시야시         | 니가와가쿠인중학            | 165      | 노아                | 여역 | 2022년    |                                         |
| 오우즈키 노아   | 9월 14일  | 효고현 아시야시         | 니가와가쿠인중학            | 165      | 노아                | 여역 | 2022년    |                                         |
| 鳳真斗愛        | 10월 3일  | 오사카부 이바라키시     | 바이카고교                  | 173      | 토아, 모에카        | 남역 |           |                                         |
| 호우마 토아     | 10월 3일  | 오사카부 이바라키시     | 바이카고교                  | 173      | 토아, 모에카        | 남역 |           |                                         |
| 輝ゆう          | 11월 3일  | 오사카부 타카츠키시     | 쿄요다이고교                | 175      | 오카유              | 남역 |           |                                         |
| 카가야키 유우   | 11월 3일  | 오사카부 타카츠키시     | 쿄요다이고교                | 175      | 오카유              | 남역 |           |                                         |
| 摩耶裕          | 9월 9일   | 효고현 카코가와시       | 켄메이죠시가쿠인고교        | 162      | 유타카, 마야야      | 여역 | 2021년    | 엄마 코쵸 아스카 (76)                   |
| 마야 유타카     | 9월 9일   | 효고현 카코가와시       | 켄메이죠시가쿠인고교        | 162      | 유타카, 마야야      | 여역 | 2021년    | 엄마 코쵸 아스카 (76)                   |

## 성적 변화
| 하나구미 소속 생도 성적                                                            | 하나구미 소속 생도 성적 | 하나구미 소속 생도 성적 | 하나구미 소속 생도 성적 | 하나구미 소속 생도 성적 | 하나구미 소속 생도 성적 | 하나구미 소속 생도 성적 | 하나구미 소속 생도 성적 |
| -                                                                                  | 입단 (2016년)           | 연1 (2017년)            | 연1 (2017년)            | 연3 (2019년)            | 연3 (2019년)            | 연5 (2021년, 확정)      | 연5 (2021년, 확정)      |
| ---------------------------------------------------------------------------------- | ----------------------- | ----------------------- | ----------------------- | ----------------------- | ----------------------- | ----------------------- | ----------------------- |
| 1                                                                                  | 마이소라 히토미         | →                       | 마이소라 히토미         | →                       | 마이소라 히토미         | →                       | 유키 다이야             |
| 2                                                                                  | 미쿠 린카               | ↑1                      | 유키 다이야             | →                       | 유키 다이야             | →                       | 스즈미나 나츠키         |
| 3                                                                                  | 유키 다이야             | ↑1                      | 타오 슌                 | ↑1                      | 스즈미나 나츠키         | →                       | 타오 슌                 |
| 4                                                                                  | 타오 슌                 | ↑2                      | 스즈미나 나츠키         | ↓1                      | 타오 슌                 | →                       | 미쿠 린카               |
| 5                                                                                  | 나오토 아키라           | ↓1                      | 미쿠 린카               | →                       | 미쿠 린카               | →                       | 오즈키 노아             |
| 6                                                                                  | 스즈미나 나츠키         | ↓1                      | 나오토 아키라           | ↑1                      | 오즈키 노아             | →                       | 나오토 아키라           |
| 7                                                                                  | 리오 히카루             | ↑1                      | 오즈키 노아             | ↓1                      | 나오토 아키라           |                         |                         |
| 8                                                                                  | 오즈키 노아             | ↓1                      | 리오 히카루             | →                       | 리오 히카루             |                         |                         |
| *마이소라 히토미 - 2019년 호시구미로 조이동 (연4) *리오 히카루 - 2019년 퇴단 (연4) |                         |                         |                         |                         |                         |                         |                         |

| 츠키구미 소속 생도 성적 | 츠키구미 소속 생도 성적 | 츠키구미 소속 생도 성적 | 츠키구미 소속 생도 성적 | 츠키구미 소속 생도 성적 | 츠키구미 소속 생도 성적 | 츠키구미 소속 생도 성적 | 츠키구미 소속 생도 성적 |
| -                       | 입단 (2016년)           | 연1 (2017년)            | 연1 (2017년)            | 연3 (2019년)            | 연3 (2019년)            | 연5 (2021년, 확정)      | 연5 (2021년, 확정)      |
| ----------------------- | ----------------------- | ----------------------- | ----------------------- | ----------------------- | ----------------------- | ----------------------- | ----------------------- |
| 1                       | 나나노 아리             | ↑1                      | 아마나 루리아           | →                       | 아마나 루리아           | →                       | 아마나 루리아           |
| 2                       | 아마나 루리아           | ↓1                      | 나나노 아리             | →                       | 나나노 아리             | ↑1                      | 란제 케이토             |
| 3                       | 잇세이 케이             | ↑1                      | 란제 케이토             | →                       | 란제 케이토             | ↓1                      | 나나노 아리             |
| 4                       | 란제 케이토             | ↑1                      | 히이라기 아야토         | →                       | 히이라기 아야토         | →                       | 히이라기 아야토         |
| 5                       | 히이라기 아야토         | ↓2                      | 잇세이 케이             | ↑1                      | 오오쿠스 테라           | ↑1                      | 잇세이 케이             |
| 6                       | 오오쿠스 테라           | →                       | 오오쿠스 테라           | ↓1                      | 잇세이 케이             | ↓1                      | 오오쿠스 테라           |
| 7                       | 마야 유타카             | →                       | 마야 유타카             | →                       | 마야 유타카             | →                       | 마야 유타카             |

| 유키구미 소속 생도 성적                                    | 유키구미 소속 생도 성적 | 유키구미 소속 생도 성적 | 유키구미 소속 생도 성적 | 유키구미 소속 생도 성적 | 유키구미 소속 생도 성적 | 유키구미 소속 생도 성적 | 유키구미 소속 생도 성적 |
| -                                                          | 입단 (2016년)           | 연1 (2017년)            | 연1 (2017년)            | 연3 (2019년)            | 연3 (2019년)            | 연5 (2021년, 확정)      | 연5 (2021년, 확정)      |
| ---------------------------------------------------------- | ----------------------- | ----------------------- | ----------------------- | ----------------------- | ----------------------- | ----------------------- | ----------------------- |
| 1                                                          | 아야미 세라             | →                       | 아야미 세라             | ↑4                      | 준 하나                 | ↑2                      | 아야미 세라             |
| 2                                                          | 마유즈키 레아           | ↑2                      | 아리스 히메카           | →                       | 아리스 히메카           | ↑2                      | 이치카 아오             |
| 3                                                          | 이치카 아오             | ↓1                      | 마유즈키 레아           | ↓2                      | 아야미 세라             | ↓1                      | 아리스 히메카           |
| 4                                                          | 아리스 히메카           | ↓1                      | 이치카 아오             | →                       | 이치카 아오             | ↑2                      | 마유즈키 레아           |
| 5                                                          | 스즈하나 미우           | ↑2                      | 준 하나                 | ↑2                      | 코하쿠 레이라           | ↓1                      | 코하쿠 레이라           |
| 6                                                          | 코하쿠 레이라           | ↓1                      | 스즈하나 미우           | ↓3                      | 마유즈키 레아           | →                       | 스즈하나 미우           |
| 7                                                          | 준 하나                 | ↓1                      | 코하쿠 레이라           | ↓1                      | 스즈하나 미우           | →                       | 마레하 린토             |
| 8                                                          | 마레하 린토             | →                       | 마레하 린토             | →                       | 마레하 린토             |                         |                         |
| *준 하나 - 2020년 소라구미로 이동 (연5, 최종 시험 전 이동) |                         |                         |                         |                         |                         |                         |                         |

| 호시구미 소속 생도 성적                           | 호시구미 소속 생도 성적 | 호시구미 소속 생도 성적 | 호시구미 소속 생도 성적 | 호시구미 소속 생도 성적 | 호시구미 소속 생도 성적 | 호시구미 소속 생도 성적 | 호시구미 소속 생도 성적 |
| -                                                 | 입단 (2016년)           | 연1 (2017년)            | 연1 (2017년)            | 연3 (2019년)            | 연3 (2019년)            | 연5 (2021년, 확정)      | 연5 (2021년, 확정)      |
| ------------------------------------------------- | ----------------------- | ----------------------- | ----------------------- | ----------------------- | ----------------------- | ----------------------- | ----------------------- |
| 1                                                 | 아마토 카논             | →                       | 아마토 카논             | →                       | 아마토 카논             | -                       | 마이소라 히토미         |
| 2                                                 | 사키시로 케이           | →                       | 사키시로 케이           | ↑2                      | 쿠레사키 리노           | →                       | 아마토 카논             |
| 3                                                 | 쿠레사키 리노           | ↑1                      | 미야코 유우나           | →                       | 미야코 유우나           | →                       | 쿠레사키 리노           |
| 4                                                 | 미야코 유우나           | ↓1                      | 쿠레사키 리노           | ↓2                      | 사키시로 케이           | ↑1                      | 사키시로 케이           |
| 5                                                 | 소아 타케루             | →                       | 소아 타케루             | →                       | 소아 타케루             | ↑1                      | 소아 타케루             |
| 6                                                 | 미즈노 유리             | →                       | 미즈노 유리             | →                       | 미즈노 유리             | ↓2                      | 미야코 유우나           |
| 7                                                 | 스미카 아마네           | →                       | 스미카 아마네           | ↑1                      | 호우마 토아             | ↑1                      | 호우마 토아             |
| 8                                                 | 호우마 토아             | →                       | 호우마 토아             | ↓1                      | 스미카 아마네           | ↑1                      | 스미카 아마네           |
| 9                                                 |                         |                         |                         |                         |                         | ↓2                      | 미즈노 유리             |
| *마이소라 히토미 - 2019년 하나구미에서 이동 (연4) |                         |                         |                         |                         |                         |                         |                         |

| 소라구미 소속 생도 성적                                      | 소라구미 소속 생도 성적 | 소라구미 소속 생도 성적 | 소라구미 소속 생도 성적 | 소라구미 소속 생도 성적 | 소라구미 소속 생도 성적 | 소라구미 소속 생도 성적 | 소라구미 소속 생도 성적 |
| -                                                            | 입단 (2016년)           | 연1 (2017년)            | 연1 (2017년)            | 연3 (2019년)            | 연3 (2019년)            | 연5 (2021년, 확정)      | 연5 (2021년, 확정)      |
| ------------------------------------------------------------ | ----------------------- | ----------------------- | ----------------------- | ----------------------- | ----------------------- | ----------------------- | ----------------------- |
| 1                                                            | 하나미야 사라           | →                       | 하나미야 사라           | →                       | 하나미야 사라           | -                       | 준 하나                 |
| 2                                                            | 코카제 하쿠             | →                       | 코카제 하쿠             | →                       | 코카제 하쿠             | →                       | 하나미야 사라           |
| 3                                                            | 카제이로 휴가           | →                       | 카제이로 휴가           | ↑1                      | 하루노 사쿠라           | →                       | 코카제 하쿠             |
| 4                                                            | 오우미 루노             | ↑1                      | 하루노 사쿠라           | ↓1                      | 카제이로 휴가           | ↑1                      | 카제이로 휴가           |
| 5                                                            | 하루노 사쿠라           | ↓1                      | 오우미 루노             | →                       | 오우미 루노             | ↓1                      | 하루노 사쿠라           |
| 6                                                            | 히유키 아리스           | →                       | 히유키 아리스           | ↑1                      | 유메카제 사야카         | →                       | 오우미 루노             |
| 7                                                            | 유메카제 사야카         | →                       | 유메카제 사야카         | ↑1                      | 카가야키 유우           | →                       | 유메카제 사야카         |
| 8                                                            | 카가야키 유우           | →                       | 카가야키 유우           | ↓2                      | 히유키 아리스           | →                       | 카가야키 유우           |
| *준 하나 - 2020년 유키구미에서 이동 (연5. 최종 시험 전 이동) |                         |                         |                         |                         |                         |                         |                         |